# ليزا إيشيفيريا
ليزا إيشيفيريا (بالإسبانية: Liza Echeverría)‏ هي عارضة وممثلة مكسيكية، ولدت في 29 أغسطس 1972 في مدينة مكسيكو في المكسيك.

## وصلات خارجية
- ليزا إيشيفيريا على موقع IMDb (الإنجليزية)